# Tarab Abd Al-Hadi
Tarab Abd Al-Hadi (în arabă طرب_عبد_الهادي; n. 1910, Jenin, Cisiordania, Palestina – d. 1976, Cairo, Egipt) a fost o activistă feministă de origine palestiniană. La sfârșitul anilor 1920 ea a înființat Congresul Femeii Arabe din Palestina, prima organizație a femeilor sub Mandatul Britanic din Palestina, și a fost un organizator activ în grupul înfrățit celui dintâi, Asociația Femeilor Arabe.
Abd Al-Hadi împreună cu o altă femeie, membră a familiilor importante din Ierusalim, au pus bazele Congresului Femeii Palestiniene Arabe în vederea clarificării opoziției față de prezența sioniștilor în Palestina și, de asemenea, pentru a sprijini lupta națională a bărbaților pentru independență.
Prima întâlnire a Congresului a avut loc la casa lui Tarab Abd Al-Hadi din Ierusalim pe 26 octombrie 1929, eveniment în cadrul căruia a fost anunțat faptul că femeile palestiniene au intrat în zona politică. Abd Al-Hadi a devenit membru al Comitetului Executiv al Congresului, din care făceau parte patruzeci de femei, ce se trăgeau, în primul rând, din familii importante din Ierusalim ( precum Hussein ‘Alami, Nashashibi sau Budeiri). În afară de redactarea scrisorilor și a telegramelor pentru sensibilizarea situației dificile a Palestinei, Congresul s-a implicat și în încercarea reducerii pedepselor dure, apelând la autoritățile britanice și la strângerea de fonduri pentru familiile care și-au pierdut membrii din cauza închisorii. 

Tarab Abd Al-Hadi a fost, de asemenea, activă în Asociația Femeilor Arabe, fondată tot în anul 1929, care a devenit cea mai cunoscută organizație feministă din Palestina. În calitatea să de organizator, ea a ținut un discurs la Biserica Sfântului Mormânt, în aprilie 1933, în timpul vizitei Generalului Britanic Allenby, precizând: 
„Femeile arabe îi cer Domnului Allenby să își amintească și să spună acest lucru guvernului sau.. Mamele, fiicele, surorile victimelor arabe sunt adunate aici pentru a îi face pe ceilalți martori la trădarea britanicilor. Ne dorim că toți arabii să își amintească faptul că britanicii sunt cauza suferinței noastre și că trebuie să învețe din această lecție”. 
Abdul Hadi a fost activă și în campania împotriva valului, o inițiativa lansată de femeile din zona pentru încurajarea femeilor palestiniene în îndepărtarea valului. 
După Războiul Arabo-Israelian din 1948, Abdul Hadi s-a stins la Cairo, în Egipt, alături de soțul sau, Awni Abd al-Hadi. El a decedat în Cairo în anul 1970 iar ea în anul 1976."
Abd Al-Hadi a fost activă și în campania împotriva vălului, o inițiativa lansată de femeile din zona pentru încurajarea femeilor palestiniene în îndepărtarea acestuia. 
După Războiul Arabo-Israelian din 1948, Abd Al-Hadi s-a stins la Cairo, în Egipt, alături de soțul sau, Awni Abd al-Hadi. El a decedat în Cairo în anul 1970 iar ea în anul 1976.